# Mariano Pernía
Mariano Andrés Pernía Molina (ur. 4 maja 1977 w Buenos Aires) – argentyński piłkarz posiadający również obywatelstwo hiszpańskie, występujący na pozycji obrońcy, reprezentant Hiszpanii.

## Kariera klubowa
Pernía rozpoczynał karierę w klubie argentyńskiej Primera División San Lorenzo, jednak nie zagrał tam ani jednego meczu w pierwszej lidze i przeniósł się do Independiente. Tam występował regularnie, zdobył dla klubu 2 gole w 46 ligowych meczach i w 2003 wyjechał do Hiszpanii, do klubu Segunda División Recreativo Huelva. W zespole tym występował rok (59 meczów i 3 gole) i przeniósł się do beniaminka Primera División Getafe CF. Tam stał się czołowym zawodnikiem zespołu, dla którego, w przeciągu dwóch sezonów w Primera División zdobył 13 bramek w 72 meczach. Latem 2006 podpisał kontrakt z Atlético Madryt, do którego przeniósł się po Mistrzostwach Świata. 8 lipca 2009 Mariano Pernia uległ poważnemu wypadkowi samochodowemu w Argentynie, doznając wstrząśnienia mózgu i licznych obrażeń, m.in. pęknięcia kręgów szyjnych, złamania obojczyka i przebicia płuca. W 2010 roku po zakończeniu kontraktu z Atlético odszedł z klubu.

## Kariera reprezentacyjna
Pernía nie występował nigdy w reprezentacji Argentyny, co otworzyło mu drzwi do kadry prowadzonej przez Luisa Aragonésa. W 2006 roku został powołany do reprezentacji na Mistrzostwa Świata. Zadebiutował w kadrze w ostatnim meczu sparingowym przed turniejem, przeciwko Chorwacji, w którym zdobył bramkę z rzutu wolnego. Na Mistrzostwach Świata grał w meczach grupowych przeciwko Ukrainie (4:0) i Tunezji (3:1), zastępując kontuzjowanego Asiera del Horno. Do 2007 roku zagrał dla drużyny narodowej 11 razy i zdobył 1 gola.